# Герб Республіки Конго
Герб Республіки Конго представлений у вигляді щита, в золотому полі якого зелений хвилястий пояс, що прикритий левом, який тримає в правій лапі факел.
Щит увінчаний золотою короною. Підтримують щит два африканських слони. Внизу золота стрічка з національним девізом «Праця, Єдність, Прогрес» (фр. Unité, Travail, Progrès).